# Indre Mågabøl
Indre Mågabøl est une île norvégienne du comté de Hordaland appartenant administrativement à Austevoll.

## Description
Rocheuse et désertique, elle s'étend sur environ 162 m de longueur pour une largeur approximative de 98 m.